# Камагуейська архідіоцезія
Камагуе́йська архідіоце́зія (лат. Archidioecesis Camagueyensis; ісп. Arquidiócesis de Camagüey) — архідіоцезія римського обряду Католицької церкви на Кубі, з центром у місті Камагуей. Охоплює терени Камагуейської провінції Куби. Входить до складу Камагуейської церковної провінції.  Заснована 5 грудня 1998 року. Голова — архієпископ Камагуейський. Центральний храм — Камагуейський собор. Суфраганні діоцезії — Санта-Кларська, Сьєго-де-Авільська, Сьєнфуегоська. Площа — 18,671 км². Населення — 861,372 ос.; з них католики — 544,000 ос. (63.2%). Чинний голова — Хуан Гарсія-Родрігес, архієпископ Камагуейський.

## Історія
10 грудня 1912 року була заснована Камагуейська діоцезія шляхом виокремлення зі складу Сантьяго-де-Кубинської архідіоцезії. Вона стала суфраганною діоцезією останньої.
2 лютого 1996 року зі складу Камагуейської діоцезії була виокремлена Сьєго-де-Авільська діоцезія.
5 грудня 1998 року Камагуейську діоцезію перетворили на Камагуейську архідіоцезію. Вона стала центром Камагуейської церковної провінції.

## Архієпископи
- Хуан Гарсія-Родрігес

## Статистика
Згідно з «Annuario Pontificio» і Catholic-Hierarchy.org:
| Рік  | Населення | Населення | Населення | Священики | Священики | Священики | Священики           | Диякони | Ченці    | Ченці | Парафії |
| Рік  | католики  | загалом   | %         | загалом   | секулярні | ченці     | вірних на священика | Диякони | чоловіки | жінки | Парафії |
| ---- | --------- | --------- | --------- | --------- | --------- | --------- | ------------------- | ------- | -------- | ----- | ------- |
| 1950 | 520.000   | 530.000   | 98,1      | 53        | 21        | 32        | 9.811               |         | 70       | 207   | 17      |
| 1959 | 600.000   | 630.000   | 95,2      | 70        | 34        | 36        | 8.571               |         | 70       | 250   | 18      |
| 1966 | 590.000   | 700.000   | 84,3      | 23        | 15        | 8         | 25.652              |         | 4        | 3     | 17      |
| 1970 | 666.301   | 832.877   | 80,0      | 14        | 6         | 8         | 47.592              |         | 8        | 3     | 17      |
| 1976 | 384.200   | 863.400   | 44,5      | 19        | 14        | 5         | 20.221              |         | 5        | 4     | 17      |
| 1980 | 380.000   | 863.400   | 44,0      | 23        | 17        | 6         | 16.521              |         | 6        | 5     | 17      |
| 1990 | 501.000   | 1.169.000 | 42,9      | 23        | 19        | 4         | 21.782              | 1       | 4        | 26    | 17      |
| 1995 | 529.000   | 1.408.000 | 37,6      | 24        | 19        | 5         | 22.041              | 8       | 8        | 38    | 17      |
| 2000 | 529.000   | 808.000   | 65,5      | 22        | 14        | 8         | 24.045              | 5       | 12       | 35    | 13      |
| 2001 | 535.000   | 858.351   | 62,3      | 25        | 16        | 9         | 21.400              | 5       | 13       | 39    | 13      |
| 2002 | 541.000   | 858.351   | 63,0      | 28        | 18        | 10        | 19.321              | 5       | 14       | 40    | 14      |
| 2003 | 545.000   | 863.000   | 63,2      | 29        | 19        | 10        | 18.793              | 10      | 14       | 39    | 13      |
| 2004 | 542.064   | 858.351   | 63,2      | 32        | 20        | 12        | 16.939              | 10      | 16       | 41    | 14      |
| 2006 | 544.000   | 861.372   | 63,2      | 27        | 20        | 7         | 20.148              | 10      | 13       | 40    | 14      |
| 2013 | 540.400   | 852.292   | 63,4      | 30        | 21        | 9         | 18.013              | 12      | 13       | 43    | 15      |
| 2016 | 537.533   | 846.321   | 63,5      | 29        | 19        | 10        | 18.535              | 12      | 14       | 39    | 15      |

## Суфраганні діоцезії
- Санта-Кларська діоцезія
- Сьєго-де-Авільська діоцезія
- Сьєнфуегоська діоцезія